# Жимыкы
Жимыкы (Жумыкы, Жмыхы; каз. Жымықы) — река в Казахстане, протекает в Улытауском районе Карагандинской области. Относится к бассейну озера-солончака Шубартениз.

## География
Река Жимыкы берёт начало на склоне горы западнее зимовки Лакбай. Течёт на запад и теряется к северо-востоку от озера-солончака Шубартениз. Длина реки составляет 105 км, площадь водосборного бассейна — 1460 км². Используется для водопоя скота.